# Vänsterns ungdom (Kina)
Vänsterns ungdom (kinesiska: 左翼青年; pinyin: Zuǒyì Qīngnián), även känd som Studentvänster, Progressiv ungdom, eller Zuoqing, är en ungdomsgemenskap i Folkrepubliken Kina. Samhället är känt som i sina aktiviteter, Jasic Incidenten 2018.

## Översikt
Kinas vänsterorienterade ungdomar är främst unga högskolestudenter födda på 1990-talet. De är en mycket liten minoritet bland kinesiska högskolestudenter. Dessa studenter är vanligtvis organiserade i form av läsklubbar och studentföreningar som finns på  universitet, med olika storlekar och namn. Dessa studentföreningar innefattar Peking University Marxist Society, Renmin University of China New Light Civilians' Development Association och Beijing Language and Culture University New New Youth Society.
Gemensamt för dessa studentorganisationer är att de motsätter sig marxismen som Kinas officiella ideologi och förespråkar marxismen om "upprorisk revolution".[5] Eftersom deras medlemmar hade stött arbetarrörelsen Shenzhen Jasic 2018, utrensades dessa vänsterföreningar senare av de kinesiska kommunistiska myndigheterna. En nyckelfigur i samhället är Yue Xin.